# Le Roux Hamman
Le Roux Hamman (* 6. Januar 1992 in Johannesburg) ist ein südafrikanischer Hürdenläufer, der sich auf die 400-Meter-Distanz spezialisiert hat. 2018 wurde er mit der südafrikanischen 4-mal-400-Meter-Staffel in Asaba Vizeafrikameister.

## Sportliche Laufbahn
Erste internationale Erfahrungen sammelte Le Roux Hamman im Jahr 2010, als er bei den Juniorenweltmeisterschaften in Moncton mit 52,66 s in der ersten Runde über 400 m Hürden ausschied und mit der südafrikanischen 4-mal-400-Meter-Staffel mit 3:12,58 min den Finaleinzug verpasste. 2015 nahm er an der Sommer-Universiade in Gwangju teil und schied dort mit 51,07 s im Halbfinale aus. Im Jahr darauf qualifizierte er sich für die Teilnahme an den Olympischen Sommerspielen in Rio de Janeiro, bei denen er aber mit 49,72 s nicht über den Vorlauf hinauskam. 2017 schied er bei den Studentenweltspielen in Taipeh mit 51,18 s erneut im Semifinale aus und im Jahr darauf belegte er bei den Afrikameisterschaften in Asaba in 50,53 s den fünften Platz und kam in der südafrikanischen 4-mal-400-Meter-Staffel im Vorlauf zum Einsatz und trug damit zum Gewinn der Silbermedaille bei. 2022 gelangte er bei den Afrikameisterschaften in Port Louis mit 51,68 s auf Rang fünf über die Hürden und wurde im Staffelbewerb in 3:14,69 min Siebter. 2024 verpasste er bei den Afrikameisterschaften in Douala mit 51,14 s den Finaleinzug.
In den Jahren 2017 und 2021 wurde Hamman südafrikanischer Meister im 400-Meter-Hürdenlauf sowie 2015 in der 4-mal-400-Meter-Staffel.

## Persönliche Bestzeiten
- 400 Meter: 47,08 s, 27. Januar 2018 in Pretoria
- 400 m Hürden: 49,22 s, 8. März 2018 in Pretoria